# Шинканские языки
Шинканские языки (язык хинка, шинка) — семья языков Мезоамерики, распространённых среди племени шинка в Гватемале на границе с Сальвадором и в горных районах севера. Семья обычно считается изолированной, хотя предполагается связь с языком ленка.

## Состав
Включает следующие языки:
- юпильтепекский — вымер
- хумайтепекский — вымер
- чикимулилья — вымер
- гуасакапанский — единственный живой шинканский язык

## История
В 16 в. территория племени шинка простиралась от побережья Тихого океана до гор Халапы. В 1524 г. шинка были покорены испанцами, многие обращены в рабство и вынуждены участвовать в завоевании территорий нынешнего Сальвадора. Именно с тех времён происходит название города, реки и моста Лос-Эсклавос (исп. «рабы») в области Куилапа, Санта-Роса.
После 1575 г. процесс культурной ассимиляции шинка ускорился из-за их насильственного перемещения в другие регионы. Это вызвало сокращение числа носителей. Один из наиболее старых источников со сведениями об их языке составил архиепископ Педро Кортес-и-Ларрас во время своего визита в епархию Тахиско в 1769 г.
В настоящее время шинка, один из немногих аборигенных языков Гватемалы, не принадлежащих к семье майя, почти исчез, в настоящее время на нём говорят примерно 250 человек в нескольких муниципалитетах и в деревнях Санта-Роса и Хутиапа (колебания оценок в различных источниках были весьма значительны — от 25 до 297).